# Sinai (Bibel)

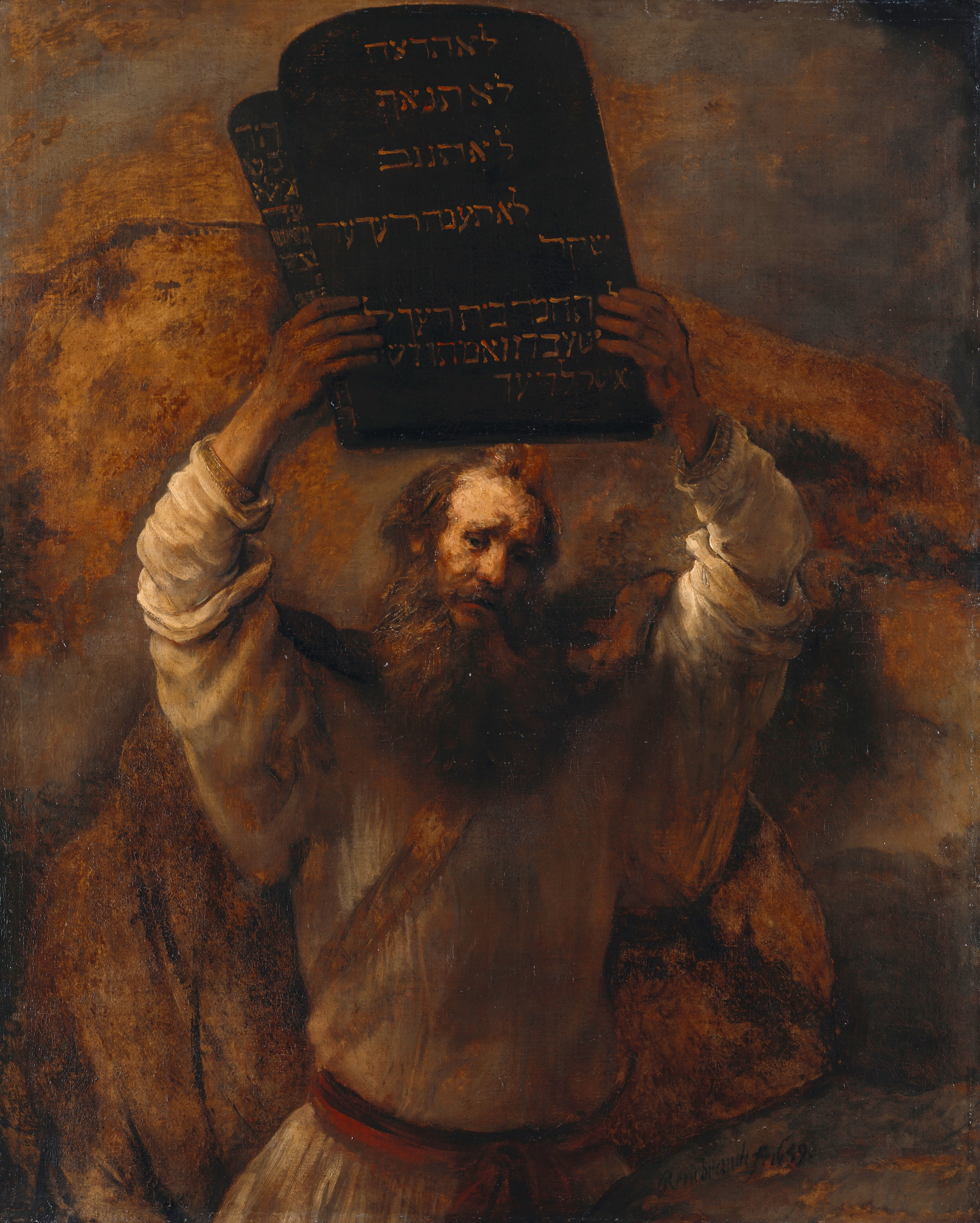
Moses zerschmettert die Gesetzestafeln von Rembrandt van Rijn (1659)

Der biblische Sinaiberg ist jener Berg, an dem laut biblischer Überlieferung das gesamte Volk Israel Zeuge der Offenbarung Gottes wurde und Moses von Gott die Zehn Gebote erhielt. Die Lage des Berges ist unklar, manchmal wird er aber mit dem so benannten Berg Sinai auf der gleichnamigen Halbinsel gleichgesetzt. Doch es gibt auch abweichende Vermutungen zur Lage des Berges.

## „JHWH – der vom Sinai“
Im Debora-Lied, das vielen Exegeten als besonders archaisch gilt, findet sich die Formulierung: hebräisch זֶה סִינַי zæh sīnay (Ri 5,5 , als Zitat aus dem Debora-Lied: Ps 68,9 ). Normalerweise wäre hier zu übersetzen: „das (ist) der Sinai“ und diese Formulierung als gelehrte Glosse zu beurteilen. Im Protokanaanäischen, bezeugt in Ugarit, wäre auch die Übersetzung als Genitivkonstruktion „der vom Sinai“ möglich. Dies wäre aber auch bei früher Niederschrift des Deboraliedes im 10./9. Jahrhundert v. Chr. schon archaisch gewesen und ist daher nach Einschätzung von Wolfgang Oswald philologisch unwahrscheinlich.

## Sinai und Horeb
Der Horeb (hebräisch חֹרֶב ḥōræḇ) wird im Pentateuch, besonders im Buch Deuteronomium, ebenfalls als Ort der Gottesoffenbarung und Gesetzgebung benannt, aber nur einmal (Ex 33,6) als „Berg Horeb“. Da hebräisch חֹרֶב ḥōræḇ sonst „Einöde“ bedeutet, kann ein Appellativum nachträglich als Ortsname verstanden worden sein. Die Autoren der Septuaginta jedenfalls verstanden Horeb als Ortsnamen und übersetzten deshalb nicht, sondern transkribierten das Hebräische: altgriechisch Χωρηβ Chōrēb.

## Theologische Bedeutung des Berges im Judentum
Die jüdische Überlieferung betont, dass Mose von Gott auf dem Sinai sowohl die mündliche als auch die schriftliche Lehre (Tora) übergeben wurden. Der Sinaiberg gilt als Ort des Ereignisses der Massenoffenbarung Gottes vor dem jüdischen Volk, vor allem der Gabe der Zehn Gebote, z. B. 2 Mos 34 .
Im Judentum wurde die genaue Lage des biblischen Sinaiberges nicht tradiert und eine kultische Anlage in der Nähe des Ortes der Offenbarung vergleichbar den verschiedenen in der Tora erwähnten Heiligtümern Israels ist nicht belegt.

## Antike Lokalisierungen und Pilgertraditionen
Die älteste Lokalisierung, die bis ins hellenistische Judentum zurückreicht, lokalisierte den Berg Sinai östlich des Golfs von Akaba im heutigen Saudi-Arabien. So der jüdische Historiker Demetrios, der im ptolemäischen Alexandria schrieb. Er erwähnte den Berg zwar nicht direkt, aber aus seiner Beschreibung von Moses Aufenthalt in Midian scheint hervorzugehen, dass er den Berg Sinai östlich des Golfs von Akaba vermutete. Pompeius Trogus und Flavius Josephus lokalisierten das Gebiet von Midian ebenfalls in dieser Region, hatten aber nur unscharfe Vorstellungen davon, wo sich der Berg Sinai befinden solle (nach Josephus der höchste Berg der Gegend). Diese Lokalisierung ist übrigens auch in Gal 4,25  vorausgesetzt.
Als dieses Gebiet für das Römische Reich verloren ging, verlagerte sich die christliche Sinaitradition auf das Gebiet westlich des Golfs von Akaba, d. h. in den Süden der Sinai-Halbinsel. Hier sind seit dem 4. Jahrhundert christliche Pilgertraditionen nachweisbar, zuerst bei Evagrius Ponticus und Nilus.
Egeria reiste zum Sinaimassiv auf einer bereits etablierten Pilgerroute, die  durch das Wadi Mukattab, das Wadi Feran und das Wadi Sulaf führte. Im Wadi ar-Raha zeigte man den Pilgern die „Lustgräber“ (Num 11,31–35 ), wahrscheinlich Nawamis bei Naqb al-Hawa, und etwas weiter einige Ruinen als „Lager der Israeliten.“ Ihr Ziel war der Ǧabal Mūsā („Moseberg“).
Egeria schrieb: „Der Berg selbst scheint zwar von außen ein einziger zu sein, innen aber, wenn man hineingeht (d. h. wenn man näher herankommt), sind es mehrere – doch das Ganze wird Gottesberg genannt. Jener besondere (Berg) aber, auf dessen Gipfel die Stelle ist, wo die Herrlichkeit Gottes herabstieg, … liegt in der Mitte von allen.“ Ihr Nachtquartier war die Klostersiedlung Der al-Arbaʿin im Wadi al-Laǧa. Von dort aus unternahm sie frühmorgens die Besteigung des Mosebergs. Auf dem Gipfel befand sich eine Kirche und eine Höhle, die ihr als Aufenthaltsort des Mose gezeigt wurde. Nach dem Gottesdienst stieg Egeria mit ihren Begleitern wieder vom Moseberg hinab und erklomm einen benachbarten Berg (wahrscheinlich Ǧabal Safsāfa), den man ihr als Horeb bezeichnete, wo sich Elija in einer Höhle aufgehalten habe (1 Kön 19,9 ). Hier gab es ebenfalls eine Kirche. Als Abschluss der eintägigen Bergwanderung erreichte Egeria abends den Vorgängerbau des Katharinenklosters, wo sie den in Ex 3 erwähnten Dornbusch sah: „dieser Dornbusch aber lebt und treibt bis heute Zweige.“ Er befand sich in einem „sehr anmutigen Garten mit bestem Wasser im Überfluss“, neben einer Kirche.

## Moderne Identifikationsversuche
In der ersten Hälfte des 19. Jahrhunderts wurde unter europäischen Gelehrten diskutiert, welcher Gipfel der Sinaihalbinsel der biblische „Berg der Gesetzgebung“ sei, und verschiedene Kandidaten waren dafür im Gespräch. Der Ordnance Survey des britischen Palestine Exploration Fund kartografierte 1868–1869 unter Leitung von Charles William Wilson die Sinaihalbinsel, ein Projekt, bei dem sich theologische und geopolitische Interessen verbanden. Er entschied die Frage der biblischen Lokalisierung zugunsten des Mosesberg.
Der Missionar Ludwig Schneller meinte 1910, dass der Berg Serbal die besten Übereinstimmungen mit der biblischen Überlieferung habe. Dies betreffe sowohl die im Pentateuch geschilderte Reiseroute, die damals mögliche Reisegeschwindigkeit sowie die Umgebung dieses Berges, die Oase Pharan. Ebenso deuteten zahlreiche in den Fels eingeritzte Inschriften darauf hin, dass dieser Berg in den ersten Jahrhunderten von christlichen Pilgern als der Berg Sinai angesehen worden sei.
Alois Musil beschrieb als erster den Vulkan Hala-'l Badr, den er zunächst (bei der Publikation seiner Forschungsreise 1926 allerdings nicht mehr) mit dem Berg Sinai identifizierte; diese Lokalisierung vertrat auch William John Phythian-Adams 1930. Ein wichtiges Argument war für die ältere Forschung die Angabe in Dtn 1,2, dass der Horeb elf Tagesreisen von Kadesch-Barnea entfernt sei. Das Tagespensum einer Reise im nördlichen Hedschas ließ sich auf 45–55 km schätzen, und damit kam man in das Gebiet des Hala-'l Badr. Für diesen Vulkan sprach die isolierte Lage in einer relativ fruchtbaren Ebene, die ungewöhnliche Form (schwarzer Vulkankegel auf grauem Tafelberg) und seine Tabuisierung bzw. seine Tradition als Kultort der lokalen Bevölkerung.
Auch andere Berge werden mit dem Berg Sinai identifiziert:
- Dschebel el-Lauz;
- Dschabal al-Makla.

Die Plausibilität solcher Identifizierungen hängt ab von der Interpretation des Exodus-Geschehens und der in der Bibel überlieferten vierzigjährigen Wüstenwanderung des Volkes Israel.